# Similipepsis aurea
Similipepsis aurea är en fjärilsart som beskrevs av M.Gaede 1929. Similipepsis aurea ingår i släktet Similipepsis och familjen glasvingar. Inga underarter finns listade i Catalogue of Life.